# 夏邑县高级中学
夏邑县高级中学又名夏邑县重点高中，简称夏高，是位于中華人民共和国河南省商丘市夏邑县的一所全日制高级中学，为河南省示范性普通高中。

## 历史
夏邑县高级中学创建于1960年，由著名社会活动家、文学家、历史学家郭沫若题写校名，1980年被原商丘地区教育局命名为地区级重点高中，2000年被商丘市教委评定为市级示范性高中，2005年被河南省教育厅评定为首批河南省示范性高中。